# Lamproptera curius
Papillon à queue de dragon
Espèce
Lamproptera curius ou Papillon à queue de dragon est une espèce de lépidoptères (papillons) de la famille des Papilionidae.

## Distribution et habitat
Cette espèce est originaire d'Asie du Sud et du Sud-Est et se rencontre de l'Inde jusqu'au Sud de la Chine. Elle vit dans les zones ensoleillées et humides des forêts tropicales. Le Papillon à queue de dragon est commun mais un peu moins commun que le Papillon à queue de dragon vert (Lamproptera meges).

## Description
Ce papillon mesure de 4 à 5,5 cm d'envergure. Sa couleur de fond est noire. On le reconnaît facilement à ses ailes antérieures translucides avec une bande blanche et à ses très longs appendices caudaux. Ses antennes sont presque aussi longues que ses ailes antérieures.
Son vol rapide fait penser à celui de la libellule. Il boit  régulièrement de l'eau pour y absorber les sels minéraux qu'elle contient. La chenille mange des feuilles de lianes de la famille d’Hernandiaceae : Illigera celebica et Illigera cordata (alors que les chenilles des autres papilionidae tropicaux se nourrissent généralement de feuilles de Rutaceae et d’Aristolochiaceae).

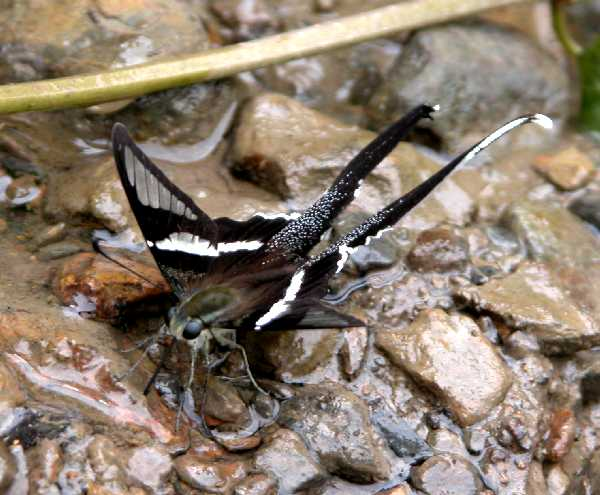
Papillon à queue de dragon buvant de l'eau pour y puiser les sels minéraux dissous.

## Systématique
Le nom valide complet (avec auteur) de ce taxon est Lamproptera curius (Fabricius, 1787).
L'espèce a été initialement classée dans le genre Papilio sous le protonyme Papilio curius Fabricius, 1787.
Lamproptera curius a pour synonymes :
- Leptocircus curius libelluloides Fruhstorfer, 1898
- Leptocircus curius magistralis Fruhstorfer, 1909
- Leptocircus curius tutationis Fruhstorfer, 1909
- Papilio curius Fabricius, 1787